# 소테르
소테르(그리스어: σωτήρ 라틴어: Soter)는 구세주를 의미하는 칭호이다. 그리스어의 형용사에 유래한다. 여성형은 소테리아(그리스어: Σωτηρία 라틴어: Soteria)이다. 소테르는 다음과 같이 사용된다:
- 예수
  - 예수를 의미하는 두문자어 'ΙΧΘΥΣ'의 마지막 Σ는 소테르의 머리 글자이다.
- 소테르/소테리아로 불린 신: 포세이돈 소테르, 제우스 소테르, 디오니소스 소테르, 아테나 소테리아, 헤카테 소테리아
- 소테르로 불린 인물
  - 프톨레마이오스 1세 소테르
  - 디오도토스 1세
  - 안티오코스 1세
  - 앗타로스 1세
  - 세레우코스 3세
  - 데메트리오스 1세
  - 메난드로스 1세
  - 스트라톤 1세
  - 스트라톤 2세
  - 프톨레마이오스 9세 라튀로스
  - 라벨 2세
- 별개의 신화적인 인물의 이름, 소테르 (다이몬)

## 같이 보기
- 헬레니즘 종교
- 소테리아
- 소테리올로지, 구원의 연구